# Wereldbeker schaatsen 2010/2011 - 500 meter vrouwen
De Wereldbeker schaatsen 2010/11 - 500 meter vrouwen begon op 12 november 2010 in Heerenveen en eindigde aldaar op 6 maart 2010. Titelverdedigster Jenny Wolf uit Duitsland wist haar titel met succes te verdedigen.
Deze wereldbekercompetitie was tevens het kwalificatietoernooi voor de WK afstanden 2011.

## Eindpodium 2009/10
| Medaille | Naam         | Punten |
| -------- | ------------ | ------ |
| Goud:    | Jenny Wolf   | 1260   |
| Zilver:  | Margot Boer  | 700    |
| Brons:   | Beixing Wang | 680    |

## Podia
| Wedstrijd: | Goud:                       | Tijd     | Zilver:                 | Tijd  | Brons:                              | Tijd     |
| Heerenveen | Jenny Wolf Duitsland        | 38,02    | Lee Sang-hwa Zuid-Korea | 38,30 | Margot Boer Nederland               | 38,39    |
| Heerenveen | Jenny Wolf Duitsland        | 38,17    | Margot Boer Nederland   | 38,54 | Nao Kodaira Japan                   | 38,77    |
| Berlijn    | Jenny Wolf Duitsland        | 38,08    | Lee Sang-hwa Zuid-Korea | 38,24 | Margot Boer Nederland               | 38,66    |
| Berlijn    | Jenny Wolf Duitsland        | 37,98    | Margot Boer Nederland   | 38,46 | Lee Sang-hwa Zuid-Korea             | 38,56    |
| Changchun  | Lee Sang-hwa Zuid-Korea     | 38,24    | Jenny Wolf Duitsland    | 38,29 | Nao Kodaira Japan                   | 38,51    |
| Changchun  | Lee Sang-hwa Zuid-Korea     | 38,22    | Yu Jing China           | 38,27 | Jenny Wolf Duitsland                | 38,44    |
| Obihiro    | Lee Sang-hwa Zuid-Korea     | 38,18 BR | Yu Jing China           | 38,21 | Jenny Wolf Duitsland                | 38,25    |
| Obihiro    | Jenny Wolf Duitsland        | 38,03 BR | Lee Sang-hwa Zuid-Korea | 38,21 | Yu Jing China                       | 38,30    |
| Moskou     | Jenny Wolf Duitsland        | 37,90    | Margot Boer Nederland   | 38,56 | Heather Richardson Verenigde Staten | 38,57    |
| Moskou     | Jenny Wolf Duitsland        | 38,01    | Margot Boer Nederland   | 38,49 | Heather Richardson Verenigde Staten | 38,53(3) |
| Heerenveen | Annette Gerritsen Nederland | 38,31    | Jenny Wolf Duitsland    | 38,37 | Lee Sang-hwa Zuid-Korea             | 38,49    |
| Heerenveen | Jenny Wolf Duitsland        | 38,37    | Lee Sang-hwa Zuid-Korea | 38,48 | Annette Gerritsen Nederland         | 38,55    |

## Eindstand
| #  | Naam                   | HVN1 | HVN2 | BER1 | BER2 | CHA1 | CHA2 | OBI1 | OBI2 | MOS1 | MOS2 | HVN3 | HVN4 | Totaal |
| -- | ---------------------- | ---- | ---- | ---- | ---- | ---- | ---- | ---- | ---- | ---- | ---- | ---- | ---- | ------ |
| 1  | Jenny Wolf             | 100  | 100  | 100  | 100  | 80   | 70   | 70   | 100  | 100  | 100  | 120  | 150  | 1190   |
| 2  | Lee Sang-hwa           | 80   | 40   | 80   | 70   | 100  | 100  | 100  | 80   | —    | —    | 105  | 120  | 875    |
| 3  | Margot Boer            | 70   | 80   | 70   | 80   | 60   | 50   | —    | —    | 80   | 80   | 75   | 90   | 735    |
| 4  | Heather Richardson     | 45   | 50   | 36   | 50   | 45   | 28   | 50   | 40   | 70   | 70   | 28   | 36   | 548    |
| 5  | Nao Kodaira            | 60   | 70   | 50   | 60   | 70   | 45   | 60   | 60   | —    | —    | 36   | —    | 511    |
| 6  | Judith Hesse           | 24   | 12   | 45   | 36   | 40   | 32   | 45   | 45   | 50   | 45   | 40   | 28   | 442    |
| 7  | Maki Tsuji             | 40   | 45   | 24   | 28   | 32   | 36   | 40   | 50   | —    | —    | 90   | 45   | 430    |
| 8  | Laurine van Riessen    | 50   | 60   | 60   | 5    | 50   | 21   | —    | —    | 45   | 50   | 45   | —    | 386    |
| 9  | Annette Gerritsen      | —    | —    | —    | —    | —    | —    | —    | —    | 60   | 60   | 150  | 105  | 375    |
| 10 | Shannon Rempel         | 19   | 25   | 28   | 32   | 24   | 24   | 24   | 21   | 40   | 40   | 10   | 24   | 311    |
| 11 | Thijsje Oenema         | 28   | 24   | 21   | 45   | 8    | 10   | 10   | 16   | 32   | 36   | 21   | 40   | 291    |
| 12 | Yu Jing                | —    | —    | —    | —    | 25   | 80   | 80   | 70   | —    | —    | —    | —    | 255    |
| 13 | Lee Bo-ra              | 25   | 36   | 18   | 21   | 21   | 14   | 28   | 32   | —    | —    | 24   | 32   | 251    |
| 14 | Qi Shuai               | 40   | 21   | 12   | 14   | 36   | 40   | 21   | 36   | —    | —    | 16   | 14   | 250    |
| 15 | Yukana Nishina         | 18   | 16   | 8    | 16   | 14   | 8    | 16   | 14   | 24   | 32   | 14   | 16   | 196    |
| 16 | Wang Beixing           | —    | —    | —    | —    | 28   | 60   | —    | —    | —    | —    | 32   | 75   | 195    |
| 17 | Olga Fatkulina         | 14   | 18   | 40   | 40   | —    | —    | —    | —    | 21   | 24   | 18   | 12   | 187    |
| 18 | Lauren Cholewinski     | 16   | 14   | 14   | 8    | 12   | 16   | 18   | 28   | 10   | 14   | 12   | 18   | 180    |
| 19 | Christine Nesbitt      | 32   | 28   | 32   | 10   | 16   | 18   | —    | —    | —    | —    | —    | —    | 136    |
| 20 | Chiara Simionato       | 15   | 11   | 5    | 6    | 8    | 1    | 3    | 8    | 28   | 21   | 0    | 21   | 127    |
| 21 | Monique Angermüller    | 21   | 10   | —    | —    | 15   | 25   | 12   | —    | 36   | —    | —    | —    | 119    |
| 22 | Rebekah Bradford       | 2    | 4    | 6    | 15   | 6    | 6    | 8    | 10   | 12   | 18   | 8    | 8    | 103    |
| 23 | Miho Takagi            | 8    | 8    | 11   | 25   | 10   | 6    | 6    | 12   | —    | —    | 0    | 10   | 96     |
| 24 | Marianne Timmer        | 10   | 32   | 10   | 18   | 6    | 12   | —    | —    | —    | —    | —    | —    | 88     |
| 25 | Jin Peiyu              | 12   | —    | 25   | 24   | 18   | —    | —    | —    | —    | —    | —    | —    | 79     |
| 26 | Karolína Erbanová      | 11   | 15   | 16   | 4    | —    | —    | —    | —    | 14   | 16   | —    | —    | 76     |
| 27 | Li Dan                 | —    | —    | —    | —    | —    | 19   | 32   | 24   | —    | —    | —    | —    | 75     |
| 28 | Anastasia Bucsis       | 4    | 19   | 6    | 12   | 4    | 15   | 4    | 6    | —    | —    | —    | —    | 70     |
| 29 | Jekaterina Malysjeva   | 4    | 4    | 19   | 0    | 1    | 2    | 14   | 4    | 6    | 12   | —    | —    | 66     |
| 30 | Zhang Hong             | —    | —    | —    | —    | —    | 11   | 36   | 18   | —    | —    | —    | —    | 65     |
| 31 | Anice Das              | —    | —    | 15   | 19   | 5    | 5    | 2    | 2    | —    | —    | —    | —    | 48     |
| 32 | Mayon Kuipers          | —    | —    | —    | —    | —    | —    | —    | —    | 18   | 28   | —    | —    | 46     |
| 33 | Gabriele Hirschbichler | 6    | 2    | —    | 2    | 11   | 8    | 5    | 5    | —    | —    | —    | —    | 39     |
| 34 | Heike Hartmann         | 1    | 0    | 6    | 6    | —    | —    | —    | —    | 16   | 5    | —    | —    | 34     |
| 35 | Oh Min-jee             | 8    | 8    | 6    | 11   | —    | —    | —    | —    | —    | —    | —    | —    | 33     |
| 36 | Reika Shimizu          | 2    | 3    | 0    | 8    | 2    | 4    | 1    | 3    | —    | —    | —    | —    | 23     |
| 37 | Nadezjda Asejeva       | 1    | 2    | 0    | 0    | 0    | 0    | 0    | 1    | 8    | 8    | —    | —    | 20     |
| 38 | Sheng Xiaomei          | —    | —    | —    | —    | 19   | —    | —    | —    | —    | —    | —    | —    | 19     |
| 39 | Jennifer Plate         | —    | —    | 1    | —    | —    | —    | —    | —    | 5    | 10   | —    | —    | 16     |
| 40 | Zhang Lu               | 6    | 5    | 0    | 0    | —    | —    | —    | —    | —    | —    | —    | —    | 11     |
| 40 | Marrit Leenstra        | 5    | 6    | —    | —    | —    | —    | —    | —    | —    | —    | —    | —    | 11     |
| 42 | Jekaterina Ajdova      | 0    | 1    | 8    | 1    | —    | —    | —    | —    | —    | —    | —    | —    | 10     |
| 43 | Anna Badajeva          | 0    | 0    | 0    | 0    | —    | —    | —    | —    | 4    | 4    | —    | —    | 8      |
| 44 | Tamara Oudenaarden     | —    | —    | —    | —    | —    | —    | —    | —    | 0    | 6    | —    | —    | 6      |
| 45 | Joelia Skokova         | —    | 6    | 0    | —    | —    | —    | —    | —    | —    | —    | —    | —    | 6      |
| 46 | Irina Arshinova        | —    | —    | —    | —    | —    | —    | —    | —    | 3    | 2    | —    | —    | 5      |
| 47 | Denise Roth            | —    | —    | 0    | 4    | —    | —    | —    | —    | —    | —    | —    | —    | 4      |
| 48 | Sarah Gregg            | —    | —    | —    | —    | —    | —    | —    | —    | 1    | 3    | —    | —    | 4      |
| 49 | Jekaterina Lobysjeva   | 3    | —    | —    | —    | —    | —    | —    | —    | —    | —    | —    | —    | 3      |
| 50 | Hege Bøkko             | 0    | 0    | —    | —    | —    | —    | —    | —    | 2    | —    | —    | —    | 2      |
| 51 | Jekaterina Loekojanova | —    | —    | —    | —    | —    | —    | —    | —    | 0    | 1    | —    | —    | 1      |

## Wereldbekerwedstrijden
Hier volgt een overzicht van de top 10 per wereldbekerwedstrijd en de Nederlanders.

### Heerenveen1

#### Eerste race
| rang   | schaatser           | tijd     | punten |
| ------ | ------------------- | -------- | ------ |
| Goud   | Jenny Wolf          | 38,02    | 100    |
| Zilver | Lee Sang-hwa        | 38,30    | 80     |
| Brons  | Margot Boer         | 38,39    | 70     |
| 4      | Nao Kodaira         | 38,43    | 60     |
| 5      | Laurine van Riessen | 38,71    | 50     |
| 6      | Heather Richardson  | 38,72    | 45     |
| 7      | Maki Tsuji          | 38,79(0) | 40     |
| 7      | Qi Shuai            | 38,79(0) | 40     |
| 9      | Christine Nesbitt   | 38,92    | 32     |
| 10     | Thijsje Oenema      | 38,96    | 28     |
|        |                     |          |        |
| 17     | Marianne Timmer     | 39,62    | 10     |
| 20     | Marrit Leenstra     | 39,67    | 5      |

#### Tweede race
| rang   | schaatser           | tijd  | punten |
| ------ | ------------------- | ----- | ------ |
| Goud   | Jenny Wolf          | 38,17 | 100    |
| Zilver | Margot Boer         | 38,54 | 80     |
| Brons  | Nao Kodaira         | 38,77 | 70     |
| 4      | Laurine van Riessen | 38,82 | 60     |
| 5      | Heather Richardson  | 38,87 | 50     |
| 6      | Maki Tsuji          | 38,90 | 45     |
| 7      | Lee Sang-hwa        | 39,01 | 40     |
| 8      | Lee Bo-ra           | 39,12 | 36     |
| 9      | Marianne Timmer     | 39,17 | 32     |
| 10     | Christine Nesbitt   | 39,18 | 28     |
|        |                     |       |        |
| 11     | Thijsje Oenema      | 39,19 | 24     |
| 19     | Marrit Leenstra     | 39,81 | 6      |

### Berlijn

#### Eerste race
| rang   | schaatser           | tijd  | punten |
| ------ | ------------------- | ----- | ------ |
| Goud   | Jenny Wolf          | 38,08 | 100    |
| Zilver | Lee Sang-hwa        | 38,24 | 80     |
| Brons  | Margot Boer         | 38,66 | 70     |
| 4      | Laurine van Riessen | 38,68 | 60     |
| 5      | Nao Kodaira         | 38,77 | 50     |
| 6      | Judith Hesse        | 38,82 | 45     |
| 7      | Olga Fatkulina      | 38,99 | 40     |
| 8      | Heather Richardson  | 39,07 | 36     |
| 9      | Christine Nesbitt   | 39,08 | 32     |
| 10     | Shannon Rempel      | 39,09 | 28     |
|        |                     |       |        |
| 12     | Thijsje Oenema      | 39,20 | 21     |
| 17     | Marianne Timmer     | 39,46 | 10     |
|        |                     |       |        |
| B3     | Anice Das           | 39,43 | 15     |

#### Tweede race
| rang   | schaatser           | tijd    | punten |
| ------ | ------------------- | ------- | ------ |
| Goud   | Jenny Wolf          | 37,98   | 100    |
| Zilver | Margot Boer         | 38,46   | 80     |
| Brons  | Lee Sang-hwa        | 38,56   | 70     |
| 4      | Nao Kodaira         | 38,65   | 60     |
| 5      | Heather Richardson  | 38,75   | 50     |
| 6      | Thijsje Oenema      | 38,87   | 45     |
| 7      | Olga Fatkulina      | 39,00   | 40     |
| 8      | Judith Hesse        | 39,06   | 36     |
| 9      | Shannon Rempel      | 39,10   | 32     |
| 10     | Maki Tsuji          | 39,13   | 28     |
|        |                     |         |        |
| 13     | Marianne Timmer     | 39,18   | 18     |
| 20     | Laurine van Riessen | 1.44,11 | 5      |
|        |                     |         |        |
| B2     | Anice Das           | 39,56   | 19     |

### Changchun

#### Eerste race
| rang   | schaatser           | tijd  | punten |
| ------ | ------------------- | ----- | ------ |
| Goud   | Lee Sang-hwa        | 38,24 | 100    |
| Zilver | Jenny Wolf          | 38,29 | 80     |
| Brons  | Nao Kodaira         | 38,51 | 70     |
| 4      | Margot Boer         | 38,54 | 60     |
| 5      | Laurine van Riessen | 38,69 | 50     |
| 6      | Heather Richardson  | 38,78 | 45     |
| 7      | Judith Hesse        | 38,91 | 40     |
| 8      | Qi Shuai            | 38,93 | 36     |
| 9      | Maki Tsuji          | 39,01 | 32     |
| 10     | Wang Beixing        | 39,15 | 28     |
|        |                     |       |        |
| 18     | Thijsje Oenema      | 39,60 | 8      |
| 19     | Marianne Timmer     | 39,64 | 6      |
| 20     | Anice Das           | 40,20 | 5      |

#### Tweede race
| rang   | schaatser           | tijd     | punten |
| ------ | ------------------- | -------- | ------ |
| Goud   | Lee Sang-hwa        | 38,22    | 100    |
| Zilver | Yu Jing             | 38,27    | 80     |
| Brons  | Jenny Wolf          | 38,44    | 70     |
| 4      | Wang Beixing        | 38,69    | 60     |
| 5      | Margot Boer         | 38,77    | 50     |
| 6      | Nao Kodaira         | 38,92    | 45     |
| 7      | Qi Shuai            | 38,96    | 40     |
| 8      | Maki Tsuji          | 39,04(0) | 36     |
| 9      | Judith Hesse        | 39,04(9) | 32     |
| 10     | Heather Richardson  | 39,08    | 28     |
|        |                     |          |        |
| 12     | Laurine van Riessen | 39,37    | 21     |
| 16     | Marianne Timmer     | 39,60    | 12     |
| 17     | Thijsje Oenema      | 39,64    | 10     |
| 20     | Anice Das           | 40,24    | 5      |

### Obihiro

#### Eerste race
| rang   | schaatser          | tijd     | punten |
| ------ | ------------------ | -------- | ------ |
| Goud   | Lee Sang-hwa       | 38,18    | 100    |
| Zilver | Yu Jing            | 38,21    | 80     |
| Brons  | Jenny Wolf         | 38,25    | 70     |
| 4      | Nao Kodaira        | 38,51    | 60     |
| 5      | Heather Richardson | 38,77    | 50     |
| 6      | Judith Hesse       | 38,90    | 45     |
| 7      | Maki Tsuji         | 38,91    | 40     |
| 8      | Zhang Hong         | 38,98    | 36     |
| 9      | Li Dan             | 39,16    | 32     |
| 10     | Lee Bo-ra          | 39,20    | 28     |
|        |                    |          |        |
| 17     | Thijsje Oenema     | 39,52    | 10     |
| 23     | Anice Das          | 39,83(7) | 2      |

#### Tweede race
| rang   | schaatser          | tijd     | punten |
| ------ | ------------------ | -------- | ------ |
| Goud   | Jenny Wolf         | 38,03    | 100    |
| Zilver | Lee Sang-hwa       | 38,21    | 80     |
| Brons  | Yu Jing            | 38,30    | 70     |
| 4      | Nao Kodaira        | 38,69    | 60     |
| 5      | Maki Tsuji         | 38,81    | 50     |
| 6      | Judith Hesse       | 38,99(1) | 45     |
| 7      | Heather Richardson | 38,99(9) | 40     |
| 8      | Qi Shuai           | 39,03    | 36     |
| 9      | Lee Bo-ra          | 39,17(1) | 32     |
| 10     | Lauren Cholewinski | 39,17(6) | 28     |
|        |                    |          |        |
| 14     | Thijsje Oenema     | 39,32    | 16     |
| 23     | Anice Das          | 40,13    | 2      |

### Moskou

#### Eerste race
| rang   | schaatser           | tijd  | punten |
| ------ | ------------------- | ----- | ------ |
| Goud   | Jenny Wolf          | 37,90 | 100    |
| Zilver | Margot Boer         | 38,56 | 80     |
| Brons  | Heather Richardson  | 38,57 | 70     |
| 4      | Annette Gerritsen   | 38,71 | 60     |
| 5      | Judith Hesse        | 38,87 | 50     |
| 6      | Laurine van Riessen | 38,92 | 45     |
| 7      | Shannon Rempel      | 39,13 | 40     |
| 8      | Monique Angermüller | 39,18 | 36     |
| 9      | Thijsje Oenema      | 39,20 | 32     |
| 10     | Chiara Simionato    | 39,32 | 28     |
|        |                     |       |        |
| 13     | Mayon Kuipers       | 39,45 | 18     |

#### Tweede race
| rang   | schaatser           | tijd     | punten |
| ------ | ------------------- | -------- | ------ |
| Goud   | Jenny Wolf          | 38,01    | 100    |
| Zilver | Margot Boer         | 38,49    | 80     |
| Brons  | Heather Richardson  | 38,53(3) | 70     |
| 4      | Annette Gerritsen   | 38,53(6) | 60     |
| 5      | Laurine van Riessen | 38,53(7) | 50     |
| 6      | Judith Hesse        | 38,67    | 45     |
| 7      | Shannon Rempel      | 38,84    | 40     |
| 8      | Thijsje Oenema      | 38,95    | 36     |
| 9      | Yukana Nishina      | 38,97    | 32     |
| 10     | Mayon Kuipers       | 39,17    | 28     |

### Heerenveen

#### Eerste race
| rang   | schaatser           | tijd     | punten |
| ------ | ------------------- | -------- | ------ |
| Goud   | Annette Gerritsen   | 38,31    | 150    |
| Zilver | Jenny Wolf          | 38,37    | 120    |
| Brons  | Lee Sang-hwa        | 38,49    | 105    |
| 4      | Maki Tsuji          | 38,58    | 90     |
| 5      | Margot Boer         | 38,60    | 75     |
| 6      | Laurine van Riessen | 38,73    | 45     |
| 7      | Judith Hesse        | 38,88(6) | 40     |
| 8      | Nao Kodaira         | 38,88(9) | 36     |
| 9      | Wang Beixing        | 38,91    | 32     |
| 10     | Heather Richardson  | 39,03    | 28     |
|        |                     |          |        |
| 12     | Thijsje Oenema      | 39,14    | 21     |

#### Tweede race
| rang   | schaatser          | tijd  | punten |
| ------ | ------------------ | ----- | ------ |
| Goud   | Jenny Wolf         | 38,37 | 150    |
| Zilver | Lee Sang-Hwa       | 38,48 | 120    |
| Brons  | Annette Gerritsen  | 38,55 | 105    |
| 4      | Margot Boer        | 38,74 | 90     |
| 5      | Wang Beixing       | 38,77 | 75     |
| 6      | Maki Tsuji         | 38,92 | 45     |
| 7      | Thijsje Oenema     | 39,04 | 40     |
| 8      | Heather Richardson | 39,07 | 36     |
| 9      | Lee Bo-ra          | 39,09 | 32     |
| 10     | Judith Hesse       | 39,14 | 28     |

1985/1986 · 
1986/1987 · 
1987/1988 · 
1988/1989 · 
1989/1990 · 
1990/1991 · 
1991/1992 · 
1992/1993 · 
1993/1994 · 
1994/1995 · 
1995/1996 · 
1996/1997 · 
1997/1998 · 
1998/1999 · 
1999/2000 · 
2000/2001 · 
2001/2002 · 
2002/2003 · 
2003/2004 · 
2004/2005 · 
2005/2006 · 
2006/2007 · 
2007/2008 · 
2008/2009 · 
2009/2010 · 
2010/2011 · 
2011/2012 · 
2012/2013 · 
2013/2014 · 
2014/2015 · 
2015/2016 · 
2016/2017 · 
2017/2018 · 
2018/2019 · 
2019/2020 · 
2020/2021 · 
2021/2022 · 
2022/2023 · 
2023/2024 · 
2024/2025